# Keigo Abe
 (juillet 2016).
Si vous disposez d'ouvrages ou d'articles de référence ou si vous connaissez des sites web de qualité traitant du thème abordé ici, merci de compléter l'article en donnant les références utiles à sa vérifiabilité et en les liant à la section « Notes et références ».
 (juillet 2016).
- Si vous ne connaissez pas le sujet, laissez ce bandeau (vous pouvez alors contacter les auteurs).
- Si vous supprimez le contenu mis en cause (vous pouvez préalablement contacter les auteurs),

argumentez précisément cette suppression dans la page de discussion
(un manque de référence n'est pas un argument ; une recherche réelle de référence doit avoir été effectuée, être formellement documentée).
 (novembre 2018).
Keigo Abe ((阿部 圭吾 Abe Keigo), né le 28 octobre 1938 à Iyoshi et mort le 21 décembre 2019, est un des pionniers du Karaté Shotokan au Japon. Il a fondé l'association japonaise de Karaté Shotokan (JSKA) en 1999 dont il est le chef instructeur. Il est 9e dan de Karaté et a étudié sous l'autorité de Masatoshi Nakayama (1913-1987) qui fut grand instructeur au sein de la JKA (Japan Karate Association).

## Biographie

### Débuts
Abe est né un 28 octobre 1938 dans la ville d'Iyoshi située dans la préfecture d'Ehime (sur les îles de Shikoku) au Japon. Les ancêtres d'Abe étant des samouraïs, il a eu vent d'un incident passé à propos de deux voleurs ayant fait irruption dans le domicile familial ayant affirmé : « Ma famille les a tués ; les deux tombes se trouvent toujours devant ma maison ». En 1953, âgé de 15 ans, il commença à s'exercer aux arts martiaux, en particulier au judo et au karaté. Il débuta ainsi le karaté dans le style Shito-ryu.
En 1956, Abe entra à l'université Japonaise de Tokyo pour des études d'ingénieurs où il obtint son diplôme quatre ans plus tard. Il commença la pratique des arts martiaux au dojo Honbu (quartier général des salles d'entraînement) de la JKA (Japan Karate Association) en 1958 sous les instructions de Masatochi Nakayama. Dans une interview donnée en 2000, il dit que « Sensei Nakayama était quelqu'un de très sérieux. Il nous a entraîné avec sévérité et nous a toujours encouragé de ne pas seulement nous entraîner durement, mais il nous encourageait également à étudier ce qui était sujet à notre formation. Il insista sur la compréhension d'autrui et sur la morale individuelle de l'espèce humaine »[réf. nécessaire].

## Carrière
En 1961, Abe affronta Keinosuke Enoeda au cours d'un match d'un des meilleurs tournois où il perdit par décision après six prolongations. Il passa alors ses grades sous le programme d'entraînement des instructeurs de la JKA en 1965, et il était alors un membre de longue date de l'équipe d'instructeurs de la JKa au dojo de honbu.
Comme tous les autres instructeurs auxiliaires de notre époque, Abe développa ses techniques dans la rue contre des membres de mafias locales pour améliorer sa technique de combat. Au travers de Nakayama, Abe travailla sur le film avec le personnage de James Bond On ne vit que deux fois (1967). Nakayama ayant été invité pour apparaître dans le film, mais étant en situation d'incapacité en raisons d'autres priorités liées à ses engagements, on recommanda Abe à sa place.
Nakayama écrit que le point fort de Abe était l'uraken et sa capacité à maintenir la distance, ce que d'autres remarquèrent également les années suivantes. En tant que compétiteur, il eut alors accompli un palmarès, lui faisant prendre la première place lors de l'inauguration des championnats nationaux de la JKA, il devint premier par équipe au tournoi amical international de la JKA en 1973 et obtient la première place aux deuxième et troisième championnats fédéraux national de karaté du Japon (représentant de Tokyo).
Abe travaillait en liaison étroite avec Nakayama, bénéficiant alors de son savoir technique et l'assistant alors dans ses enseignements. Il était l'un des nombreux instructeurs qui démontraient des techniques à partir des livres de karaté publiés par Nakayama. En 1985, deux ans avant la mort de Nakayama, Abe était nommé à la charge des examens d'instructeurs au sein de la JKA. Après la division de la JKA en 1990, il devint chargé des procédures de la JKA (section Matsuno). Il était responsable de la formulation des règles de compétition du ippon shobu, utilisées dans la plupart des compétitions de karaté shotokan aujourd'hui.

## Fin de vie
Abe démissionna de la JKA (section Matsuno) le 31 janvier 1999. Le 10 février 1999, il forma sa propre organisation, l'association japonaise de karaté shotokan (JSKA). Quand on lui posa la question à propos de son organisation en l'an 2000, il répondit : « Contrairement à la plupart des dirigeants d'organisations de Karaté, je ne souhaite pas que mon organisation devienne très grande. Une très grande organisation impliquerait des problèmes d'ampleur égale à la taille de l'organisation. Je veux une organisation plus petite où je peux être une part active pour tous à tous les niveaux, où un haut niveau de qualité sera maintenu »[réf. nécessaire].
En ce qui concerne l'entraînement dans plusieurs disciplines martiales, Abe disait que « Dans les vieux jours les guerriers (Bushi) s'entraîneraient dans peut-être 18 disciplines différentes sans compter les prérequis et nécessités sur le champ de bataille... oui, je recommanderais un entraînement transversale ».[réf. nécessaire] En dehors du karaté, il pratiquait également le iaido depuis plus de 30 ans qu'il enseignait également. Dans les années 1960, il s'entraînait quatre ou cinq matinées par semaine, incluant la pratique du karaté et le port de charges, ainsi que l'enseignement du karaté à Tokyo.
Abe effectua une visite au Portugal en janvier 2008 et à Chypre en mai 2009.
En 2010, Abe est dû à l'enseignement[Quoi ?] dans plusieurs pays d'Europe, en particulier au 5e championnat du monde de karaté JSKA au Portugal, aussi bien en visite en Suède, en Estonie, en Iran, en Israël, au Mexique et aux États-Unis d'Amérique.